# Callionymus kotthausi
Callionymus kotthausi là một loài cá biển thuộc chi Callionymus trong họ Cá đàn lia. Loài này được mô tả lần đầu tiên vào năm 1981.

## Từ nguyên
Danh pháp khoa học của loài này, kotthausi, được đặt theo tên của nhà ngư học Adolf Kotthaus, người đã từng làm việc tại Bảo tàng Động vật học Hamburg (Đức).

## Phân bố và môi trường sống
C. kotthausi có phạm vi phân bố ở Ấn Độ Dương. Loài cá này được tìm thấy tại vùng biển thuộc Ấn Độ.